# V. Kumar Murty
Pour les articles homonymes, voir Murty.
Vijaya Kumar Murty (né le 20 mai 1956) est un mathématicien indo-canadien travaillant en théorie des nombres.

## Biographie
Murty obtient son baccalauréat en sciences en 1977 de l'université Carleton et son doctorat en mathématiques en 1982 de l'université Harvard sous la direction de John Tate, avec une thèse intitulée « Algebraic Cycles on Abelian Varieties ».
Lui et son frère, M. Ram Murty, écrivent plus de 20 articles communs. Ils ont par exemple co-écrit avec Paul Erdős un article sur l'énumération des groupes finis, leur conférant au passage un nombre d'Erdős égal à 1. Un livre édité par Alex Michalos contient une description de la façon dont les frères Murty ont appris les mathématiques à l'adolescence.
Depuis 2019, il dirige l'Institut Fields.

## Prix et distinctions
Murty reçoit le prix Coxeter-James en 1991 de la Société mathématique du Canada. Il est élu à la Société royale du Canada en 1995. En 1996, il est lauréat avec son frère, M. Ram Murty, du prix Ferran Sunyer i Balaguer pour leur livre « Non-vanishing of L-functions and their applications ». 
En 2018, la Société mathématique du Canada l'a inscrit dans sa première classe de fellows. En 2023 il reçoit le prix Jeffery-Williams.

## Publications
- avec M. Ram Murty: The Mathematical Legacy of Srinivasa Ramanujan. Springer, New Delhi, 2012,  (ISBN 978-81-322-0769-6).
- (éd) Algebraic curves and cryptography (= Fields Institute Communications. 58). American Mathematical Society, Providence, 2010,  (ISBN 978-0-8218-4311-6).
- avec M. Ram Murty Non-vanishing of {\displaystyle L}-functions and applications (= Progress in Mathematics. 157). Birkhäuser, Boston, 1997,  (ISBN 0-8176-5801-7) (le livre reçoit en 1996 le prix Ferran-Sunyer-i-Balaguer).
- (éd) Seminar on Fermat's Last Theorem. 1993–1994 (= Canadian Mathematical Society. Conference Proceedings. 17). American Mathematical Society, Providence, 1995,  (ISBN 0-8218-0313-1).
- Introduction to Abelian Varieties (= CRM Monograph Series. 3). American Mathematical Society, Providence, 1993,  (ISBN 0-8218-6995-7).